# 創智天地
31°18′29″N 121°30′32″E / 31.30812°N 121.50894°E
創智天地又稱創智天地廣場、上海创智天地园区，是中華人民共和國上海市楊浦區的一個產業園區，规划占地83.9公顷，规划总建筑面积100万平方米，由杨浦知识创新区投资发展有限公司和瑞安房地产共同出资建设，由美国SOM公司规划设计。创智天地分為创智中心（创智天地廣場）、创智坊、创智天地科技园（创智天地创业园）、江湾体育中心等四大功能区。整个园区位于大学路沿线。

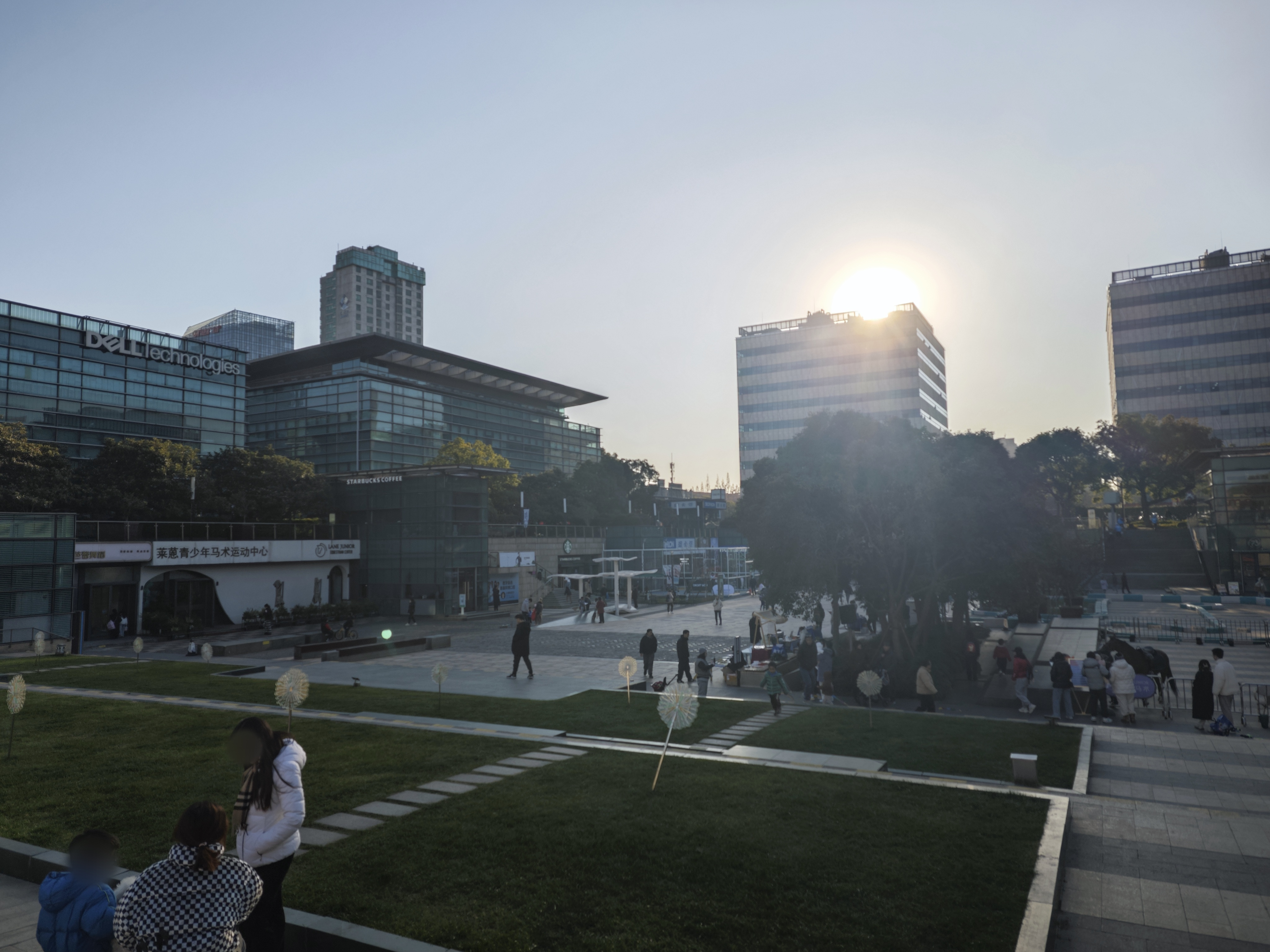
创智天地广场

## 歷史
創智天地於2003年啟動建設。2006年一期項目完工。二期项目于2009年左右竣工。

## 创智中心
创智中心有露天广场和甲级写字楼，內有风险投资公司、研发机构、教育培训机构、创业小公司。

## 創智坊
創智坊是下沉式广场，首层和地下一层是餐饮品牌。